# Kirche im Osten (Monographienreihe)
Kirche im Osten (voller Titel: Kirche im Osten: Studien zur osteuropäischen Kirchengeschichte und Kirchenkunde) ist eine deutschsprachige Monographienreihe. Sie wurde im Auftrag des Ostkirchenausschusses der Evangelischen Kirche in Deutschland  und in Verbindung mit dem Ostkirchen-Institut (OKI) der Westfälischen Wilhelms-Universität Münster herausgegeben. Die Monographienreihe erschien in Göttingen im Verlag Vandenhoeck & Ruprecht in den Jahren 1963–1996 (in der Bandzählung 4.1963 – 24.1996).
Die Entwicklung zum OKI mit orthodoxem Schwerpunkt ging auf seinen ersten Leiter, Robert Stupperich (1957–1976), einen Moskauer Deutschen, zurück, der es in Richtung der Ostkirchenkunde ausweitete. Weitere Leiter des OKI waren Peter Hauptmann (1976–1993), Günther Schulz (1995–2004) und bis Ende 2008 Peter Maser.

## Bände
Die folgende Übersicht erhebt keinen Anspruch auf Aktualität oder Vollständigkeit:
- Hac̣ik Rafi Gazer: Die Reformbestrebungen in der Armenisch-Apostolischen Kirche im ausgehenden 19. und im ersten Drittel des 20. Jahrhunderts. 1996.
- Günther Schulz: Das Landeskonzil der Orthodoxen Kirche in Russland 1917/18. 1995.
- Der Kirchenkampf im deutschen Osten und in den deutschsprachigen Kirchen Osteuropas. 1992.
- Peter Maser: Hans Ernst von Kottwitz. 1990.
- Gerettete Kirche. 1987.
- Martin Kiunke: Johann Gottfried Scheibel und sein Ringen um die Kirche der lutherischen Reformation. 1985, [Nachdr. d. Ausg. Pillardy, Kassel 1941].
- Altpreussische Kirchengebiete auf neupolnischem Territorium. 1983.
- Erich Bryner: Der geistliche Stand in Russland. 1982.
- Unser ganzes Leben Christus unserm Gott überantworten. 1982.
- Christoph Klein: Die Beichte in der evangelisch-sächsischen Kirche Siebenbürgens. 1980.
- Hans Peter Niess: Kirche in Russland zwischen Tradition und Glaube? 1977.
- Reformation und Frühaufklärung in Polen. 1977.
- Julia Oswalt: Kirchliche Gemeinde und Bauernbefreiung. 1975.
- Karl Christian Felmy: Predigt im orthodoxen Russland. 1972.
- Peter Hauptmann: Die Katechismen der Russisch-orthodoxen Kirche. 1971.
- Oscar Wittstock: Johannes Honterus, der Siebenbürger Humanist und Reformator. 1970.
- Herbert Patzelt: Der Pietismus im Teschener Schlesien. 1969.
- Gerhard Simon: Konstantin Petrovič Pobedonoscev und die Kirchenpolitik des Heiligen Sinod 1880 bis 1905. 1969.
- Kai E. Jordt Jørgensen: Stanisław Lubieniecki: Zum Weg d. Unitarismus von Ost nach West im 17. Jahrhundert. Dt. von Susanne Diderichsen.  1968.
- Wilhelm Koepp: Der Magier unter Masken. 1965.
- Peter Hauptmann: Altrussischer Glaube. 1963.